# August Wellauer
August Wellauer (* 9. Juni 1798 in Breslau; † 26. Juni 1831 in Wien) war ein deutscher Klassischer Philologe und Gymnasiallehrer.
Schon in seiner Kindheit zeigte Wellauer eine große Begabung: Nach Privatunterricht kam er mit sieben Jahren auf das Maria-Magdalenen-Gymnasium und mit neun Jahren auf das Friedrichsgymnasium, wo er mit sechzehn Jahren die Reifeprüfung ablegte. Anschließend studierte er Philologie und Theologie an der Universität Breslau, wo er 1817 in das pädagogische Seminar aufgenommen und im Oktober 1819 promoviert wurde. Zu seinen akademischen Lehrern gehörten Karl Ernst Christoph Schneider und Franz Passow.
Ein Jahr nach der Promotion folgte Wellauers Habilitation an der Universität (Oktober 1820), an der er seitdem als Privatdozent Vorlesungen und Übungen abhielt, auch nachdem er 1821 am Maria-Magdalenen-Gymnasium als siebter Lehrer arbeitete. Erst 1826 gab er seine Lehrtätigkeit an der Universität auf. 1827 wurde er zum Prorektor und Gymnasialprofessor am Elisabet-Gymnasium ernannt. Er starb bereits im Alter von 33 Jahren an den Folgen einer langwierigen Brustkrankheit auf der Rückkehr von einer Kurreise nach Triest.
Neben seiner Lehrtätigkeit an Universität und Schule war Wellauer auch wissenschaftlich tätig. Er verfasste zahlreiche Aufsätze über die griechische Literatur. Neben seinen Qualifikationsschriften über den Tragiker Aischylos (1819) und das attische Fest der Thesmophorien (1820) gab er Textausgaben des Aischylos (zwei Bände, Leipzig 1823–1824. Nachdruck Cambridge 1827) und des Epikers Apollonios von Rhodos (zwei Bände, Leipzig 1828) sowie ein Lexicon Aeschyleum (Leipzig 1831) heraus. Seine kritischen Edition des Apollonios bedeutete einen großen Fortschritt, da Wellauer verschiedene Handschriften heranzog, Textvarianten sorgfältig dokumentierte und für die Textgestalt philologische tragfähige Emendationen vornahm.